# Ballymeanoch

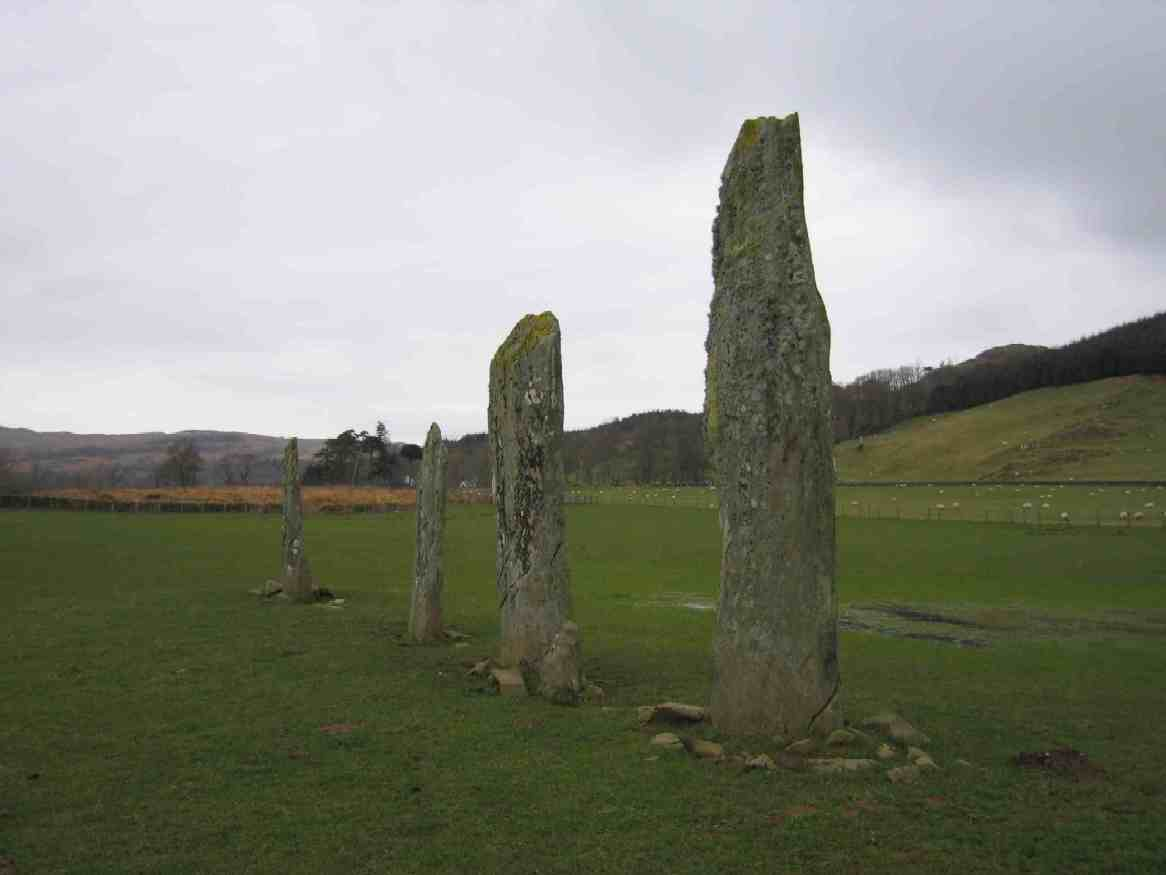
Die Steinreihe von Ballymeanoch, besteht aus vier Menhiren (engl. Standing Stones)

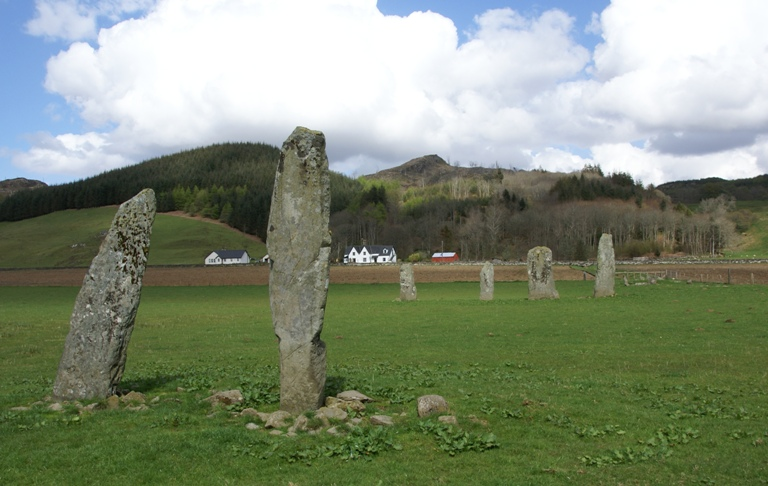
Zwei Steine stehen der Reihe gegenüber

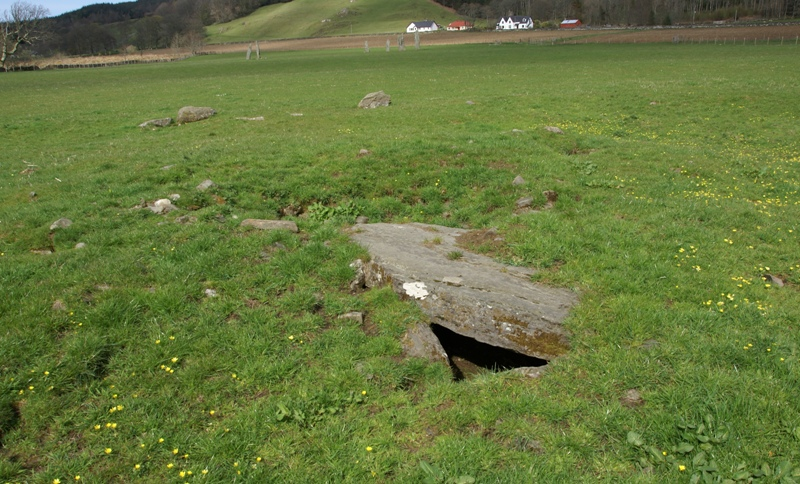
Steinkiste im Henge von Ballymeanoch

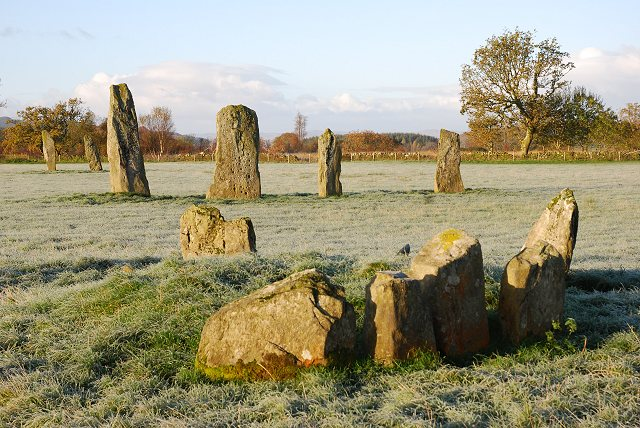
Steinreihe und Kammerrest (vorne)

In Ballymeanoch (schottisch-gälisch: Baile Meadhonach) bei Kilmartin in Schottland befindet sich westlich der A816 eine megalithische Anordnung, die aus zwei parallelen Steinreihen und einem neolithischen Henge besteht, das von einem Steinkreis aus kleineren Steinen umgeben war. Im Zentrum des Henges befinden sich zwei Steinkisten. In der Nähe der Steinreihen liegt ein kleiner Cairn. Die Anlage wurde 1864 ausgegraben. Beiden Anlagen sind separat als Scheduled Monuments geschützt.

## Steinreihen
Die zwei Steinreihen sind im Abstand von 40 m parallel zueinander aufgestellt. Ihr Alter wird auf 4000 Jahre geschätzt. Eine Reihe besteht aus vier Steinen, die der Größe nach geordnet sind. Der höchste misst 4,1 m. Die beiden mittleren Steine tragen Cup-and-Ring-Markierungen.
Die zweite Reihe besteht aus zwei Steinen, von denen der größere drei Meter hoch ist. Ein dritter Menhir (englisch Standing Stone) mit Markierungen und einem Loch in der Mitte, 20 m nordwestlich dieser Reihe, stürzte gegen Ende des 19. Jahrhunderts um und zerbrach. Die Teile wurden 1977 ausgegraben, weggeschafft und in der Nähe abgelegt. Wie bei ähnlich beschaffenen Steinen wurde der Volksglaube überliefert, dass man von Krankheiten geheilt werden könne, wenn man Gliedmaßen durch das Loch stecke. Das Loch ist mit 7 cm Durchmesser an der engsten Stelle zumindest für Erwachsene zu klein, um das praktisch durchführen zu können. Der Volksglaube ist wohl entstanden, um eine Erklärung für die Funktion dieses ungewöhnliche Steines zu finden.

## Henge und Steinkisten
Das Henge von Ballymeanoch liegt in einem Feld, nicht weit entfernt von der Steinreihe. Das neolithische Erdwerk umfasst den nur noch 40 Zentimeter hohen Außenwall und einen inneren Graben, im Norden und Süden unterbrochen durch den Zugang zum inneren Bereich. Das Henge hat ungefähr 40 Meter Durchmesser. Der flache Graben ist ungefähr vier Meter breit aber höchstens noch 40 Zentimeter tief. Im Inneren befinden sich zwei beschädigte Steinkisten, die im Jahre 1864 im Laufe der Ausgrabungen Greenwells entdeckt wurden.
Die größere und zentralere (0,7 m tiefe) Steinkiste wurde aus zwei ungewöhnlich langen Seitenplatten gebaut (bis 2,75 m) und durch einen massiven 2,4 m langen 1,4 m breiten und 0,25 m dicken Deckstein bedeckt. Einer der stirnseitigen Randsteine fehlt. Der Boden der Kiste wird von sorgfältig geschütteten runden Kieselsteinen gebildet. Die Kiste war bereits vor der Ausgrabung beraubt worden, daher wurde nichts weiter gefunden.
Im Nordosten wurde auf dem Monadh an Tairbh 1965 eine zweite, kleinere Steinkiste gefunden (0,9 m lang, 0,4 m breit und 0,46 m tief), die 1864 noch geschlossen war und aus vier Platten und dem Deckstein bestand. Heute fehlen der (1,6 × 1,1 m und 0,25 m dicke) Deckstein und ein stirnseitiger Randstein. Der Deckstein trug drei kleine Schälchen (engl. cupmarks), eines mit einem Ring. Die Kiste enthielt die Überreste von drei Bestattungen, begleitet von einem fragmentarischen Trinkbecher, der sich im Britischen Museum in London befindet.
Ballymeanoch ist ein Scheduled Monument.

## Umgebung
Die Anlage liegt auf Privatgrund, kann aber über eine Reihe von Gattern, zwischen denen Schafe weiden, betreten werden. Wenige hundert Meter entfernt befindet sich der  Dunchraigaig Cairn, in dem drei Steinkisten mit Grabbeigaben, darunter ein Feuersteinmesser und eine Axt, gefunden wurden.